# Casa Isard Llonch
La Casa Isard Llonch és un habitatge en estil eclèctic de Sabadell (Vallès Occidental) protegida com a Bé Cultural d'Interès Local des de 2016. També és coneguda com a Casa Escarrà o Casa Estany.

## Descripció
Casal de planta baixa i dos pisos, voltat per un ampli jardí on hi ha un pavelló amb coberta de cúpula feta d'escames ceràmiques. Cal destacar la reixa de ferro forjat de la tanca del pati. El tractament de l'interior és força acurat amb pintures i motllures de temes orientals i geomètrics, vidrieres, arrimadors de fusta treballada i paviments.

## Història
L'any 1908 es va afegir el cos lateral amb terrat superior que continua per la façana posterior.